# Liste der Naturdenkmale in Birresborn
Die Liste der Naturdenkmale in Birresborn nennt die im Gemeindegebiet von Birresborn ausgewiesenen Naturdenkmale (Stand 4. Juni 2024).

## Naturdenkmale
| Nr.         | Bezeichnung                      | Lage                                                  | Beschreibung | Bild                                    |
| ----------- | -------------------------------- | ----------------------------------------------------- | --- | --------------------------------------- |
| ND-7233-142 | Eishöhlen                        | westlich des Ortes; Abteilung An den Eishöhlen Lage   | vier ehemals zur Mühlsteingewinnung und als Eiskeller genutzte Höhlen im Basaltgestein; Teilfläche des Naturschutzgebiets Eishöhlen und Fischbachtal bei Birresborn | mehr Fotos \| Fotos hochladen           |
| ND-7233-148 | Rosskastanienallee               | Poststraße Lage                                       | Aesculus hippocastanum, um 1850 gepflanzt | Direkt Bild zu diesem Denkmal hochladen |
| ND-7233-167 | Gipfel des Vulkans Kalem         | nördlich des Ortes; Flur Auf Kalm Lage                | Bergkuppe mit Lavablockfeld; flächenhaftes Naturdenkmal; Teilfläche der Naturschutzgebiets Vulkan Kalem                                                             | Fotos hochladen                         |
| ND-7233-168 | Kastaniengruppe auf dem Friedhof | Friedhofsweg, auf dem Friedhof Lage                   | Aesculus hippocastanum, drei Bäume, um 1850 gepflanzt | Direkt Bild zu diesem Denkmal hochladen |
| ND-7233-200 | Kalksinterquelle im Salmwald     | südöstlich des Ortes; Abteilung In der Hasendell Lage | Quelle mit Kalksinterterrassen | Direkt Bild zu diesem Denkmal hochladen |

## Ehemalige Naturdenkmale
| Nr.         | Bezeichnung  | Lage                                             | Beschreibung | Bild            |
| ----------- | ------------ | ------------------------------------------------ | --- | --------------- |
| ND-7233-145 | Adam und Eva | westlich des Ortes; Abteilung Auf der Hardt Lage | Pinus sylvestris, zwei Bäume, um 1750 gekeimt, ca. 20 m hoch; Rechtsverordnung für „Eva“ 1998 aufgehoben; beide 2020 ohne Genehmigung gefällt | Fotos hochladen |